# Mike, o Cavaleiro
Mike, the Knight (no Brasil e em Portugal, Mike, o Cavaleiro) é uma desenho animado criado no Canadá. Conta a história de Mike um cavaleiro mirim que vive junto com sua mãe (a rainha), sua irmã Eva, e seus amigos dragões Faísca e Esquicho.
No Brasil, o desenho é exibido em canal fechado na Discovery Kids, em 2013. Foi produzido o desenho para vários canais da TV Aberta, como na TV Cultura através do Quintal da Cultura, TV Brasil dentro do Hora da Criança e RedeTV! através do TV Kids. O desenho saiu do ar em 2017.
Em Portugal, foi exibido no Canal Panda em 2011 e mais tarde na RTP2 em 2013.

## Personagens

### Mike
Mike é um garoto cheio de vida, corajoso e com um coração de ouro, que quer se tornar uma grande cavaleiro. Seu pai, o rei, partiu para explorar terras distantes, e encarregou Mike de ajudar a Rainha Marta a proteger o reino de Glendragon.

### Galahad
Galahad é o valente cavalo de Mike, mas também seu melhor amigo e companheiro constante. Embora tenha sua própria opinião sobre as missões do pequeno cavalheiro, sempre o acompanha e ajuda, independentemente de concordar ou não com suas escolhas.

### Eva
Eva é a irmã caçula de Mike, e se prepara para se tornar uma grande feiticeira. Seu domínio da magia deixa muito a desejar, mas sua atitude firme e persistente a ajuda em todos os seus desafios. Eva está sempre acompanhada de seu sapo, o Sr. Carinhos.

### Sr. Carinhos
O Sr. Carinhos é o bichinho de estimação inseparável de Eva. É um sapo com grande senso de humor, que costuma prever o momento exato em que as coisas vão dar errado. Eva sempre guarda um cantinho em sua bolsa mágica para o Sr. Carinhos, mas quando ela está cheia, ele se senta sobre seu chapéu ou na cesta de sua scooter.

### Faísca
O dragão Faísca é um dos melhores amigos de Mike. Ele cospe fogo, ama tudo que a vida tem a oferecer e é, provavelmente, o dragão mais tranquilo e encantador do mundo. Além disso, adora as aventuras de Mike e aprecia música, comida e natureza.

### Esghicho[8]
Esguicho é um dragão bem menor que Faísca, e embora não cuspa fogo como ele, lança pelas ventas algo bem mais original: água! Apesar de sua estatura diminuta, Esguicho tem uma grande imaginação. Além disso, pode voar e gosta de estar sempre com seus dois melhores amigos: Mike e Faísca.

### Rainha Martha
A Rainha Marta é a mãe de Mike e Eva, e precisa dividir seu tempo entre eles e o reino de Glendragon. Ela é muito carinhosa, inteligente e cuidadosa, e quer o melhor para seus filhos e súditos leais. Ela tem dois cães, e Totó e Tatá, gosta de assar bolos, de jardinagem e crochê.

### Fernando
De ascendência hispânica e um pouco mais velho do que Mike, Fernando é um contador de histórias que canta no início e no final de cada aventura. Suas canções espirituosas sempre dão um toque de humor a cada episódio.

### Trolee
É um troll muito tímido e um dos amigos de Mike.